# صوفيا ديل برادو
صوفيا ديل برادو بريتو (بالإسبانية: Sofía del Prado)‏ (ولدت في 11 فبراير 1995) عارضة أزياء وحاملة لقب ملكة جمال إسبانية بعدما فازت بمسابقة ملكة جمال كون إسبانيا 2017، مثلت اسبانيا في مسابقة ملكة جمال الكون 2017.  والتي كانت من بين أفضل 10 مرشحيات.

## نشأتها
ولدت ديل برادو في فيلاروبليدو،الباسيتي ، كاستيا لا مانشا، إسبانيا. نشأت ديل برادو في فيلاروبليدو، الباسيتي، إسبانيا.
في عام 2015 ، التحقت ديل برادو بالكلية في مدريد ، إسبانيا. حصلت ديل برادو على شهادة في العلاقات الدولية. كما عملت في مجال الموضة منذ أن كان عمره 18 عامًا وكرّست نفسها لهذا العالم بشكل متقطع، حيث دمجته مع مسيرتها الجامعية وعالم مسابقات الجمال بالتوازي، على الرغم من أن لديها مهنة في العلاقات الدولية في تخصص اللغة الإنجليزية. ومع ذلك، فهي تأمل أن تدرس الصحافة وتكرس نفسها لعالم الصحافة والتواصل التلفزيون.

## مسابقات الجمال
على الرغم من أن لديها أسلوبها الشخصي، إلا أنها ترى في باتريشيا يورينا ملكة جمال أسبانيا التي ألهمتها لتظهر في المسابقة والتي احتلت المركز الثاني في مسابقة ملكة جمال الكون 2013 ومنذ ذلك الحين بدأت فكرة تقديم نفسي لملكة جمال الكون في أسبانيا لجذب الانتباه. إن ملكة جمال الكون المفضلة لديها هي الفنزويلية التي تغلبت على باتريشيا، غابرييلا إيسلر.
في 30 يوليو 2015 ، شاركت ديل برادو في مسابقة ملكة جمال الكون في إسبانيا 2015. حصلت ديل برادو على المركز الثاني في مسابقة ملكة جمال الكون إسبانيا في عام 2015. كما شاركت في 24 أكتوبر 2015 ، مثلت ديل برادو إسبانيا في رينا هيسبانويريكانا 2015 في سانتا كروز، بوليفيا وفازت في تلك المنافسة. بالإضافة إلى ذلك، فازت ديل برادو أيضًا بجائزة ميس سبورت وملكة جمال أناقة روزميز . في عام 2017 ، دخلت دل برادو ملكة جمال أسبانيا مرة أخرى في محاولة ثانية لتتويجها. في 24 سبتمبر 2017 ، في سن 23 ، فازت ديل برادو بلقب ملكة جمال أسبانيا 2017.
«بالنسبة لي ، فإن لقب ملكة جمال أسبانيا 2017 يعني أن الحلم أصبح حقيقة ومكافأة العمل الشاق الذي قامت به لفترة طويلة للغاية ، حيث واجهت العديد من العقبات ، والتي بدورها تجعل الانتصار أكثر إرضاءً. أعترف أن طريقًا كان طويلًا ، حيث عملت منذ سنوات عديدة ، وقد حان الوقت أخيرًا لتمثيل بلدي في ملكة جمال الكون.»
مثلت ديل برادو إسبانيا في ملكة جمال الكون 2017 في لاس فيغاس ، الولايات المتحدة. قدمت أداء جيدا وأنهيت المسابقة من ضمن أفضل 10 متسابقات.

## حياتها الشخصية
ليس لدى صوفيا ديل برادو، أي تحفظ عند الحديث عن ميلها الجنسي. عندما تم تتويجها الأجمل في بلادها، اعترفت بالفعل بأنها مثلية. عادت صوفيا إلى عناوين الصحف عام 2018 بعد إعلان حبها لامرأة، علاقتها بلاعبة كرة السلة  لورا نيكولز. وهي علاقة انتهت بعد بضعة أشهر، عن ذلك عبرت قائله.
«أنا لا أعتبر نفسي مثليه. أنا ببساطة وقعت في حب شخص كان امرأة، أنا الآن هادئة واتعافى بعد كسر قلبي. لقد مررت بمرحلة معقدة والآن أنا أحب نفسي».

## روابط خارجية
- صوفيا ديل برادو على إنستغرام

| الجوائز و الإنجازات | الجوائز و الإنجازات    | الجوائز و الإنجازات |
| ------------------- | ---------------------- | ------------------- |
| سبقه نويليا فريري   | ملكة جمال إسبانيا 2017 | تبعه أنجيلا بونس    |